# Ñuble (métro de Santiago)
Ñuble est une station de combinaison entre les lignes 5 et 6 du métro de Santiago, dans la commune de Ñuñoa.

## La station
La station est ouverte depuis 1997.

## Origine étymologique
Son nom découle de sa localisation: il est situé juste en dessous de l'intersection de l'avenue Général Bustamante avec l'avenue Carlos Dittborn.